# Йоханнесен, Николай
Никола́й Йоха́ннесен (фар. Nikolei Johannesen; род. 15 мая 2001 года в Торсхавне, Фарерские острова) — фарерский футболист, полузащитник клуба «ТБ».

## Клубная карьера
Начинал карьеру в системе «ТБ» (Твёройри). В 2017 году стал членом молодёжной команды объединённого сувуройского клуба «ТБ/ФКС/Ройн». Дебютировал во взрослом футболе 21 октября 2018 года, заменив Сальмундура Бека на 72-й минуте матча чемпионата Фарерских островов против клаксвуйкского «КИ». Это была единственная игра полузащитника в его первом сезоне на высоком уровне.
В 2019 году «ТБ/ФКС/Ройн» распался, и Йоханнесен снова стал игроком «ТБ», отыграв за этот клуб 25 встреч в чемпионате. В сезоне-2020 провёл 25 встреч в премьер-лиге и забил первый гол в этом турнире, 21 июня поразив ворота «АБ». В 2021 году принял участие в 23 матчах высшей фарерской лиги.

## Карьера в сборной
В 2019 году за юношескую сборную Фарерских островов (до 19 лет), сыграл 2 встречи.

## Статистика выступлений
| Выступление      | Выступление      | Выступление      | Лига | Лига | Кубки | Кубки | Еврокубки | Еврокубки | Прочие | Прочие | Итого | Итого |
| Клуб             | Лига             | Сезон            | Игры | Голы | Игры  | Голы  | Игры      | Голы      | Игры   | Голы   | Игры  | Голы  |
| ---------------- | ---------------- | ---------------- | ---- | ---- | ----- | ----- | --------- | --------- | ------ | ------ | ----- | ----- |
| ТБ/ФКС/Ройн      | Премьер-лига     | 2018             | 1    | 0    | 0     | 0     | 0         | 0         | 0      | 0      | 1     | 0     |
| ТБ/ФКС/Ройн      | Итого            | Итого            | 1    | 0    | 0     | 0     | 0         | 0         | 0      | 0      | 1     | 0     |
| ТБ Твёройри      | Премьер-лига     | 2019             | 25   | 0    | 1     | 1     | 0         | 0         | 0      | 0      | 26    | 1     |
| ТБ Твёройри      | Премьер-лига     | 2020             | 22   | 1    | 0     | 0     | 0         | 0         | 0      | 0      | 22    | 1     |
| ТБ Твёройри      | Премьер-лига     | 2021             | 23   | 0    | 1     | 0     | 0         | 0         | 0      | 0      | 24    | 0     |
| ТБ Твёройри      | Итого            | Итого            | 70   | 1    | 2     | 1     | 0         | 0         | 0      | 0      | 72    | 2     |
| Всего за карьеру | Всего за карьеру | Всего за карьеру | 71   | 1    | 1     | 1     | 0         | 0         | 0      | 0      | 72    | 2     |